# Il negazionismo. Storia di una menzogna
Il negazionismo. Storia di una menzogna è un saggio dello storico italiano Claudio Vercelli, pubblicato nel 2013. Descrive la nascita e lo sviluppo del negazionismo dell'Olocausto, dalle sue origini subito dopo la seconda guerra mondiale fino agli anni Duemila.

## Contenuto
Il libro si compone di sei capitoli, preceduti da un'introduzione e seguiti da una conclusione.

### Introduzione
Nell'introduzione l'autore dichiara di aver voluto studiare il negazionismo come «fatto sociale» nel senso inteso da Émile Durkheim. Secondo Vercelli il negazionismo «sul piano dei concetti, non è propriamente un'ideologia compiuta così come, sul versante di coloro che lo professano e lo condividono, non costituisce una setta [...]. Si tratta piuttosto di un atteggiamento mentale che si traduce in un modo di essere nei confronti del passato. Al giorno d'oggi si presenta come il prodotto della stratificazione e dell'interazione di tre elementi: il neofascismo, il radicalismo di alcuni piccoli gruppi della sinistra più estrema e il viscerale antisionismo militante delle frange islamiste».

### Definizione
Il primo capitolo è intitolato Il negazionismo: una definizione in forma di introduzione. In esso il negazionismo olocaustico è definito come «un insieme di affermazioni nelle quali si contesta o si nega la realtà del genocidio sistematico degli ebrei perpetrato dai nazisti, e dai loro complici, nel corso della Seconda guerra mondiale. Questa negazione può assumere forme e caratteri diversi, tutti accomunati però dal rifiuto di considerare come effettivamente accaduto lo sterminio in massa della popolazione ebraica. Allo stesso modo, coloro che si rifanno a queste posizioni, e che sono stati quindi definiti negazionisti [...], ritengono che il Terzo Reich hitleriano non intendesse procedere all'uccisione in massa degli ebrei, ovvero che tale obiettivo non fosse nei suoi progetti politici e nelle sue motivazioni ideologiche». 
Allargando per un momento l'ottica oltre il negazionismo olocaustico (che comunque rimane l'oggetto unico del suo libro), Vercelli cita un altro autore secondo il quale il negazionismo va inteso, più in generale, come «un fenomeno culturale, politico e giuridico non nuovo» che «si manifesta in comportamenti e discorsi che hanno in comune la negazione, almeno parziale, della verità di fatti storici percepiti dai più come fatti di massima ingiustizia e pertanto oggetto di processi di elaborazione scientifica e/o giudiziaria di responsabilità».
Dopo aver osservato che i negazionisti dell'Olocausto rifiutano tale definizione e si autoattribuiscono invece la qualifica di «"storici revisionisti"», Vercelli nota che la «autoappropriazione del termine "revisionismo" viene fortemente contestata dalla comunità scientifica, che vede in essa un tentativo di occultare, dietro una parola di uso corrente in ambito storiografico, un'operazione di ben diverso costrutto, poiché scientificamente infondata, politicamente indirizzata e moralmente inaccettabile».
Per Vercelli rinviano in parte al negazionismo anche «quei fenomeni, strettamente connessi alla negazione, che sono invece da intendersi come affermazioni riduzioniste», secondo le quali l'Olocausto avrebbe comportato un numero di vittime di molto inferiore a quelle accertate dalla storiografia prevalente.
Se il negazionismo «sul piano metodologico e contenutistico» va letto come «aggressione preordinata all'agire dello storico», esso «sul piano politico e ideologico» è «la prosecuzione, sotto mentite spoglie, di un discorso di legittimazione del nazismo attraverso la cancellazione degli aspetti più aberranti e impresentabili della sua storia». Vi è inoltre un «nesso stretto tra negazione della Shoah e immaginario antisemitico dal dopoguerra ad oggi».
Vercelli procede a riassumere le principali asserzioni comuni agli autori negazionisti. Essi ammettono che i tedeschi approntarono durante la Seconda guerra mondiale campi di concentramento per i civili, e che in essi furono rinchiusi un certo numero di ebrei, ma negano l'esistenza di campi di sterminio veri e propri. Nei campi di concentramento le principali cause di morte sarebbero state l'inedia e le malattie (a loro volta causate in prevalenza dalle distruzioni apportate dai bombardamenti alleati). L'internamento degli ebrei sarebbe giustificato, secondo i negazionisti, dal fatto che i tedeschi li consideravano una comunità nemica. Il numero degli ebrei morti nei lager e nei ghetti varierebbe, secondo le stime dei negazionisti, da un minimo di duecentomila a un massimo di tre milioni. Non sarebbe mai esistita una politica nazista di sterminio degli ebrei; la "soluzione finale della questione ebraica" pensata dai nazisti sarebbe consistita solamente nella deportazione degli ebrei fuori dai confini del Reich. 
Sempre secondo i negazionisti, tutti i resoconti, le testimonianze, i documenti che attestano la Shoah sarebbero dei falsi, elaborati ad arte dagli Alleati o dagli ebrei stessi. Anche tutte le deposizioni e le confessioni dei prigionieri di guerra nazisti sarebbero state estorte con la violenza, la tortura o le minacce e sarebbero pertanto inattendibili.
La Shoah sarebbe, secondo i negazionisti, «una deliberata mistificazione della storia a beneficio degli stessi ebrei, coalizzati in una vera e propria "internazionale giudaica" (o "sionista"), che manipolerebbero la memoria del passato per rinnovare e garantirsi un potere egemonico sul mondo intero». Un'altra accusa che i negazionisti spesso rivolgono agli ebrei è di «essere stati responsabili dello scatenamento della Seconda guerra mondiale». Obiettivo dei negazionisti «è di attenuare in tutti i modi possibili le colpe della condotta tedesca tra il 1933 e il 1945 [...] arrivando, laddove possibile, a capovolgere i ruoli. Ad essere vittima della guerra fu la Germania; gli ebrei, semmai, vanno considerati, per le loro responsabilità, alla stregua di carnefici».
Vercelli osserva che i negazionisti «non sono assolutamente riconosciuti come legittimi interlocutori dalla comunità degli storici, che ne condannano le affermazioni ma anche le metodologie di azione, non riconoscendo ad essi in alcun modo la qualità di studiosi».
Gli autori negazionisti cercano di presentare sé stessi come politicamente neutri; in realtà il negazionismo «è un fenomeno che riguarda perlopiù autori identificabili con la destra radicale, di connotazione neofascista e neonazista e, più raramente, con simpatizzanti o appartenenti a gruppi dell'estrema sinistra. Negli ultimi vent'anni si è andato diffondendo anche attraverso il web e nei paesi arabo-musulmani, raccogliendo consensi. Il collante dei negazionisti è l'antisemitismo».
Vercelli elenca come segue le principali tecniche argomentative utilizzate dai negazionisti:
1. chiedere continuamente «prove specifiche» della realtà della Shoah, per poi, quando tali prove vengono fornite, dichiararle comunque lacunose, insufficienti o manipolate;
2. «dire poco o nulla riguardo alla propria posizione, attaccando piuttosto i punti deboli e gli errori altrui»;
3. «generalizzare l'imputazione d'errore, secondo il principio falsus in uno, falsus in omnibus»;
4. «decontestualizzare le affermazioni altrui, privandole di tutti quei rapporti e quei nessi che fanno sì che le singole fonti abbiano un senso»;
5. «trasformare ogni elemento critico in una disamina della validità dell'intero impianto storiografico e, non di meno, del suo oggetto di studio»;
6. «concentrarsi su ciò che non è noto e ignorare quello che invece lo è»;
7. «istituire un nesso di equivalenza morale tra sterminio e delitti diversi (ad esempio con il bombardamento di Dresda e la bomba atomica) nonché con fatti distinti (l'internamento dei civili americani di origine giapponese nei campi istituiti dagli statunitensi durante la guerra)», il tutto con lo scopo di attribuire agli Alleati «responsabilità pari (o superiori) a quelle tedesche»;
8. «alternativamente enfatizzare o sminuire l'impatto del medesimo dato, a seconda delle necessità retoriche che il testo impone, di pagina in pagina»;
9. riferirsi a una teoria del complotto in base alla quale esisterebbe «un progetto "sionista" per diffamare la Germania attribuendole un passato così intollerabile per lucrare, da tale senso di colpa, denari a proprio vantaggio»;
10. «associare il silenzio e le omissioni adottati dai responsabili dello sterminio, mentre esso veniva perpetrato, alla sua inesistenza»;
11. «chiedere ossessivamente una singola prova, sapendo che essa non esiste se non è mantenuta all'interno del contesto di eventi ove assume uno specifico significato»[2].

Per Vercelli l'intima natura del negazionismo è «quella di essere un meccanismo per la riscrittura della storia, buttando fuori da essa quei crimini contro l'umanità che rivelano la natura assassina dei regimi nazifascisti».

### Sviluppo

#### Revisionismo americano
Il secondo capitolo è intitolato Lo sviluppo del negazionismo. Vercelli rintraccia le origini del negazionismo in una letteratura, nata negli Stati Uniti degli anni '20, che attribuiva la colpa dello scoppio della prima guerra mondiale non alla Germania bensì alle potenze della Triplice intesa. Questa letteratura discolpava inoltre la Germania e l'Austria da ogni accusa riguardante la conduzione della guerra, rigettando come infondate le frequenti accuse di crimini di guerra mosse dalla propaganda dell'Intesa. 
Harry Elmer Barnes, che collaborò anche col governo tedesco, pubblicò nel 1929 un testo, The Genesis of the World War, in cui pretendeva di aver scoperto un complotto franco-russo che avrebbe innescato il conflitto del 1914-18. Attivo anche nel secondo dopoguerra, Barnes adottò lo stesso schema per spiegare la genesi della Seconda guerra mondiale, di cui Barnes, anche stavolta, discolpava la Germania accusando invece gli Alleati. Fu tra i primi a mettere in dubbio le acquisizioni storiografiche sulla Shoah e, negli anni '60, finì per aderire alle tesi negazioniste nel frattempo elaborate in Francia da Paul Rassinier. Altri autori americani, come Charles Austin Beard, John Thomas Flynn, William Henry Chamberlain, Fredric R. Sanborn, Charles Tallan Cansill, accompagnavano isolazionismo e filogermanesimo con un acceso anticomunismo.
«L'idea di una Germania forte, militarmente attrezzata a fare da barriera all'Est, era il perno di questa letteratura. In tale ottica, l'esperienza nazista veniva riletta e reinterpretata. Scremata degli elementi più radicali e sgradevoli, veniva riproposta come una forma legittima di risposta all'aggressione comunista».
In Tansill e in altri autori l'immagine della Germania nazista «veniva quindi rivalutata, tacendo o ridimensionando la natura criminale del regime, come pure la sua condotta negli anni della guerra. A ciò si contrapponevano le violenze commesse dagli Alleati, cercando così di confrontare e infine parificare le responsabilità degli uni a quelle degli altri».
I bombardamenti di Dresda e di Colonia venivano così confrontati con i crimini nazisti, mentre i trasferimenti forzati verso ovest della popolazione tedesca della Prussia orientale «erano equiparati alle deportazioni nei Lager dei "nemici del Reich". Per soprammercato li si attribuiva ad un piano preordinato, dove la distruzione dell'etnia tedesca sarebbe stata il vero fine, così come sosteneva Freda Utley nel suo The High Cost of Vengeance (Chicago 1949)».
In tal modo, scrive Vercelli, in «un processo dove la riabilitazione della Germania doveva obbligatoriamente passare attraverso la relativizzazione delle sue responsabilità, passo dopo passo, in un vero e proprio crescendo, si ribaltavano sui vincitori le colpe dei vinti». Questi scrittori mettevano poi in dubbio la veridicità dei resoconti riguardanti i crimini di guerra e i crimini contro l'umanità commessi dalla Germania nazista. «Spiccavano nei testi di questi autori atteggiamenti allusivi e riduzionisti: spesso, più che negare recisamente la nettezza dei riscontri, si introducevano dubbi sulla veridicità di alcuni loro aspetti, riconoscendo che se di brutalità si doveva parlare non erano colpa di una sola parte». Per tutti questi motivi, osserva Vercelli, «il revisionismo isolazionistico americano, sviluppatosi tra il 1919 e il 1950, costituì [...] una prima intelaiatura concettuale che sarebbe stata ripresa, nei tempi successivi, dai negazionisti non solo statunitensi. [...] L'approccio di fondo diventava il sospetto sistematico, giustificato come una sorta di imprescindibile paradigma metodologico con il quale rapportarsi agli eventi».

#### Neofascismo francese
In Europa il negazionismo nasce, nell'immediato dopoguerra, con una chiara matrice neofascista e in diretta continuità con la politica (già adottata dalla Germania nazista durante il conflitto) di occultare le prove dell'avvenuto genocidio. Nel dopoguerra «la necessità di rielaborare la sconfitta ideologica, oltre che militare e politica, indusse ciò che rimaneva delle forze fasciste ad adoperarsi per una rilettura delle vicende da poco trascorse. Si trattava sia di dare nuove motivazioni che di denunciare il giudizio corrente come voce dei vincitori».
Già nel 1947 il fascista francese Maurice Bardèche pubblicò un testo, Lettre à François Mauriac, in cui «andavano delineandosi le due principali linee di attacco: attribuire alla propaganda alleata la responsabilità di avere disegnato un'immagine cupa e tragica del nazionalsocialismo, riversando sui paesi antifascisti la colpa dei crimini di guerra, e cercare di imputare agli ebrei lo scatenamento del conflitto». Bardèche «affermava che non esistevano prove certe dei crimini attribuiti ai tedeschi»: testimonianze, documenti e financo i rilievi fotografici erano solo falsificazioni create dagli Alleati per screditare la Germania.
Vercelli osserva come Bardèche, «nonostante fosse l'autore che pure aveva dato i natali al negazionismo, [...] fu assai poco citato dai suoi successori, soprattutto per la sua esplicita professione di fascismo, [...] una collocazione ideologica che imbarazzava non poco». Fu comunque Bardèche a valorizzare per primo la figura di Paul Rassinier, da lui eletto «a vera e propria figura feticcio del nascente microcosmo negazionista».

#### Rassinier e La Vieille Taupe
Paul Rassinier proveniva dalla sinistra: espulso dal Partito Comunista Francese nel 1932, poi socialista «di tendenze anarco-pacifiste», resistente, durante la guerra fu deportato dai tedeschi nei campi di concentramento di Buchenwald e di Mittelbau-Dora, «ma non entrò mai in contatto con i campi di sterminio, operanti nella Polonia occupata». Proseguì nel dopoguerra la sua militanza anarchica fino a quando le polemiche sul suo negazionismo lo costrinsero a dimettersi dall'Unione dei pacifisti. A partire dal 1962 fino alla sua morte (nel 1967) i suoi libri vennero pubblicati dalla casa editrice diretta da Bardèche.
Fra i punti principali della polemica negazionista di Rassinier vi sono le affermazioni che «i sopravvissuti alla prigionia hanno esagerato nel racconto di ciò che è avvenuto durante la loro permanenza nei Lager: le testimonianze relative alle atrocità sono inattendibili o gonfiate ad arte mentre il numero di ebrei morti è stato enormemente aumentato; la responsabilità della maggior parte delle violenze avvenute nei campi è da attribuire agli stessi prigionieri». L'antisemitismo nazista «veniva letto come una reazione ai comportamenti che erano attribuiti agli ebrei». 
Secondo Vercelli, Rassinier «aveva di fatto fondato il metodo negazionista, quello che si basava sulla contrapposizione autistica tra i fatti e la propria versione. Quest'ultima [...] doveva letteralmente "ricostruire" gli eventi, e il loro senso, in funzione di un obiettivo politico e ideologico». Nel suo libro del 1964 Le drame des juifs européens Rassinier sosteneva che il "mito" delle camere a gas fosse in realtà «un artificio propagandistico del "movimento sionista internazionale", inteso come una sorta di emanazione planetaria dell'ebraismo. [...] L'associazione lessicale e semantica tra ebraismo e sionismo, due parole che diventano intercambiabili all'interno del vocabolario antisemita, vuole indicare la natura manipolatrice del discorso sullo sterminio, rinviando alla dimensione complottistica che si celerebbe dietro ad esso». Artefici del complotto sarebbero per Rassinier «i "sionisti", parola dentro la quale sono compresi gli storici e gli organismi di ricerca, per lo più ebraici, che hanno indagato sui fatti dello sterminio». Beneficiario del complotto sarebbe lo Stato d'Israele mentre vittima di esso sarebbe la Germania, «alla quale sono stati chiesti riparazioni e risarcimenti onerosissimi per una colpa inventata». Di tutte queste affermazioni, peraltro, Rassinier non fornisce alcuna prova, ma solo «una serie di congetture presentate come analisi verosimili», attraverso «una quantità di affermazioni che diventa verbosità e logorrea pura, l'una e l'altra basate però sulla ripetizione del medesimo standard, che miscela e fa coincidere il coinvolgimento personale, espresso con enfasi, al suo rivestimento scientista».
L'eredità di Rassinier fu raccolta da un gruppo di negazionisti organizzatisi attorno a Pierre Guillaume e alla libreria (poi casa editrice, infine anche nome di un periodico) La Vieille Taupe ("la vecchia talpa"). Formato da comunisti di sinistra, antistalinisti e antisovietici, in polemica col Partito Comunista Francese, vicini al luxemburghismo e al situazionismo, il gruppo de La Vieille Taupe riconosce soprattutto ad Amadeo Bordiga «il ruolo di nume tutelare». 
Nel 1960 era apparso sul giornale bordighista "Programme Communiste" un articolo anonimo (ma forse scritto dallo stesso Bordiga) intitolato Auschwitz ou le grand alibi. In esso, scrive Vercelli, si denunciava come un falso ideologico «l'idea che l'alleanza tra democrazie liberali e Unione Sovietica fosse politicamente e moralmente superiore al nazismo». Secondo questo articolo, scrive sempre Vercelli, «gli ebrei furono deportati in quanto "classe" e non come razza, abbandonati a sé perché parte di una piccola borghesia non più utile al capitalismo [...] Dopo di che, l'evoluzione del percorso bellico avrebbe fatto sì che l'assassinio in massa dei deportati, evento che in quanto tale l'articolo non nega, si rendesse necessario poiché questi costituivano degli scarti da eliminare nel processo di produzione schiavistica messo in atto nei campi di concentramento». Questa chiave di lettura (che non negava lo sterminio in quanto fatto storico, ma si rifiutava di ammetterne la specificità e non riconosceva alcuna valenza causale all'antisemitismo nazista) fu accolta «con entusiasmo» da Pierre Guillaume e da una parte degli aderenti alla Vieille Taupe, i quali la ricollegarono al negazionismo di Rassinier.
Nella seconda metà degli anni '60 «si avviò così un percorso che, passo dopo passo, in un processo di radicalizzazione delle tesi che di volta in volta sarebbero andate affermandosi, rese la casa editrice punto di riferimento sempre più acceso e convinto del negazionismo».

#### Faurisson
Negli anni '70 si ha l'emergere del negazionismo sulla ribalta mediatica ad opera soprattutto di Robert Faurisson. Docente di letteratura dapprima nei licei e poi in alcune università francesi, Faurisson intrattenne fra il 1964 e il 1967 una corrispondenza epistolare con Paul Rassinier. L'invio di varie lettere ai quotidiani a partire dal 1974 rivela Faurisson come «un grafomane alla ricerca di un podio pubblico». Nel 1978 pubblica sulla rivista di estrema destra "Défense de l'Occident" un articolo negazionista: «l'attenzione pubblica che cerca, e che riceve dalla destra radicale, colloca definitivamente Faurisson in quel campo, sul piano culturale e ideologico prima ancora che politico». 
Faurisson tuttavia non si accontenta di parlare alla cerchia ristretta dei neofascisti, ma cerca il grande pubblico attraverso uscite pubbliche provocatorie e deliberatamente scandalistiche: «nel momento stesso in cui nega l'esistenza delle camere a gas batte attentamente il chiodo della trasgressione calcolata, cercando quindi di far pesare la questione della manifestazione della libertà di pensiero. [...] Gli era peraltro noto il fatto che, spostando su tale terreno la polemica, gli assensi sarebbero stati senz'altro maggiori che nel caso della semplice riproposizione delle tesi negazioniste. Da allora, quindi, il raccordo tra negazione delle camere a gas e diritto a esprimersi diventa un elemento imprescindibile, sopravanzando il merito della negazione medesima». 
In un testo pubblicato nel gennaio 1979 Faurisson denuncia l'ostracismo da parte della comunità degli storici e le persecuzioni (a suo dire) da lui subite. «Il connubio tra la denuncia, con clamore, della scoperta di una "menzogna", quella delle camere a gas, e l'enfasi sferzante contro il "silenzio", prodotto dalla denuncia medesima (connubio che si sarebbe trasformato in una deliberata persecuzione), diventò da subito il mix dominante con il quale Faurisson si presenterà da allora in poi al pubblico, orientando immediatamente il baricentro dell'attenzione non nel merito delle affermazioni sostenute bensì nelle presunte persecuzioni subite». Anche i processi in cui Faurisson fu coinvolto «permettevano al saggista di godere di una tribuna mediatica, attraverso la quale amplificare ed enfatizzare il proprio messaggio. Quando le sentenze gli erano favorevoli non esitava poi a celebrarle come una "vittoria del revisionismo". Se risultavano contrarie assumeva i panni della vittima».
Negli anni '80 Faurisson «ha incontrato nelle persone di Pierre Guillaume, di Serge Thion e di ciò che restava del gruppo minoritario della Vieille Taupe, segmento dell'estrema sinistra antistalinista, degli interlocutori tanto insperati quanto particolarmente ricettivi».

#### La sinistra negazionista
Nel 1995 Guillaume «iniziò la pubblicazione di un periodico, "La Vieille Taupe", il cui secondo numero conteneva il saggio di Roger Garaudy, Les Mythes fondateurs de la politique israélienne, poi rieditato come volume a sé». In tale testo Garaudy, «già filosofo e scrittore marxista, successivamente convertitosi alla religione musulmana, riassumeva, facendole proprie, tutta una serie di posizioni negazioniste. Lo sterminio degli ebrei veniva definito come un "mito sionista" alimentato ad arte per giustificare la politica coloniale ed espansionista dello Stato d'Israele». Vercelli definisce il libro di Garaudy come «una rassegna di clichés [sic] consolidatisi in trent'anni di letteratura negazionista». Nel 1998 Garaudy fu condannato per negazione dei crimini contro l'umanità, istigazione all'odio razziale e diffamazione. 
Dopo il caso Garaudy il gruppo di Guillaume ridusse le proprie attività, sia per effetto della legge Gayssot (che in Francia punisce penalmente il negazionismo), sia a causa dell'isolamento politico che gli riservò la sinistra radicale. 
Per spiegare come sia stato possibile che gruppuscoli originariamente di sinistra come La Vieille Taupe abbiano finito per aderire al negazionismo, Vercelli cita lo storico Henry Rousso secondo il quale «la seduzione di questi gruppuscoli per le teorie di Rassinier, poi di Faurisson, si motiva per una forte identificazione con le teorie del complotto, alla "cripto-storia" e all' "ipercriticismo", ma anche per loro incapacità di ammettere che lo sterminio degli ebrei non è riconducibile ad una razionalità materialista, fino al punto di negare ciò che non risponde ad una logica di lotta di classe».
Secondo Vercelli «il negazionismo, in quanto lettura del presente, si incontra con le ansie che una parte della sinistra classista ha continuato a maturare. L'impossibilità di leggere l'evoluzione del tempo secondo le coordinate del più stretto materialismo storico ha indotto alcune parti d'essa a concordare su di una declinazione etnicista del capitalismo, dove l'ebreo è il riscontro di tale visione. [...] L'antisionismo entra all'interno di questa dinamica, permettendo di nobilitare il discorso antisemita laddove esso, per gruppi e individui che si rifanno alla sinistra, non dovrebbe invece avere cittadinanza intellettuale e morale. La possibilità di presentare Israele come un paese basato sul suprematismo razziale, la riduzione del sionismo a ideologia razzista, l'inversione e la sostituzione di ruoli simbolici tra vittime e carnefici, l'identificazione dei palestinesi come le vittime per eccellenza del complotto giudaico sono passaggi che si tengono insieme e si alimentano vicendevolmente, permettendo all'antisionismo, presentato come anticapitalismo, di agire legittimato, ottenendo infine anche un'apertura di credito nell'area del fondamentalismo islamico».
Negli anni '80 il negazionismo acquistò un difensore nella persona del linguista americano Noam Chomsky, che, senza entrare nel merito delle tesi di Faurisson, ritenne di dover difendere la «libertà di parola e di espressione» di quest'ultimo, considerato da Chomsky alla stregua di un intellettuale perseguitato per le sue idee (tale presa di posizione di Chomsky fu duramente criticata, fra gli altri, dallo storico francese Pierre Vidal-Naquet). Il negazionismo subì però anche una significativa defezione allorquando Jean-Claude Pressac, che aveva collaborato con Faurisson tra il 1980 e il 1981, maturò in seguito un atteggiamento critico verso le tesi negazioniste, arrivando a concludere che lo sterminio era una realtà storica e che le tesi di Faurisson al riguardo erano prive di veridicità.

#### Il negazionismo nel mondo accademico francese
Un nuovo caso scoppiò nel 1985, quando la tesi di dottorato del negazionista Henry Roques venne giudicata e approvata da «un consesso di docenti dell'Università di Nantes [...] fortemente orientato a destra». Un'inchiesta amministrativa condusse nel 1986 all'annullamento del conferimento del titolo di dottorato, per via delle molte irregolarità procedurali riscontrate sui verbali del consesso.
Nel 1990 fu sospeso dall'insegnamento Bernard Notin, docente di economia dell'Università di Lione III ed esponente del Front National, che aveva pubblicato nel gennaio di quell'anno un articolo di tono razzista e negazionista. Lo storico Henry Rousso, chiamato dal governo francese a far parte di una commissione d'inchiesta sul razzismo e il negazionismo all'Università di Lione III, sottoscrisse nel 2004 un rapporto conclusivo in cui metteva in luce gli atteggiamenti compiacenti mantenuti da parte di esponenti del mondo universitario nei confronti del negazionismo.

#### Il negazionismo in Francia dal 1990 in poi
Negli anni '90 emerge una nuova generazione di negazionisti, come Olivier Mathieu, Alain Guionnet, Guillaume Faye, che professano un antisemitismo aperto e dichiarato. Negli anni 2000, in figure come Paul-Éric Blanrue e il comico Dieudonné, il negazionismo, «più o meno esplicitato, diventa il punto di equilibrio per praticare un antisionismo radicale, dietro il quale si conferma l'antisemitismo».

### Nel mondo anglosassone
Il terzo capitolo è intitolato Il negazionismo americano. Vercelli spiega che «negli Stati Uniti, e in misura minore in Inghilterra, con la fine della Seconda guerra mondiale si era [...] costituita una corrente negazionista fondata sull'antisemitismo e [...] sulla teoria del complotto giudaico»; fra gli autori, Francis Parker Yockey, Harry Elmer Barnes, David L. Hoggan, Willis Allison Carto, quest'ultimo definito da Vercelli «il vero grande sacerdote del negazionismo statunitense», Austin Joseph App. La pubblicazione in Canada del pamphlet negazionista Did Six Million Really Die? firmato da Richard Harwood, alias Richard Verrell (un militante del National Front britannico) suscitò una lunga vicenda giudiziaria conclusasi con l'assoluzione della casa editrice ma con il riconoscimento della natura manipolatoria e falsificante del testo.
Nel 1976 lo statunitense Arthur Butz pubblicò The Hoax of the Twentieth Century: The Case Against the Presumed Extermination of European Jewry, un testo che, secondo Vercelli, «costituisce la summa e il vademecum dei negazionisti statunitensi».
Vercelli osserva che nei paesi di lingua inglese «il negazionismo, di contro alle successive ibridazioni invece subite in Francia, è [...] rimasto ancorato per un lungo tempo alle sue solide e indiscusse radici di estrema destra».
Nel 1979 si tenne a Los Angeles un importante convegno mondiale dei negazionisti, con la partecipazione fra gli altri di Robert Faurisson. L'anno prima Willis Allison Carto aveva fondato l'Institute for Historical Review (IHR), «che divenne ben presto il punto di riferimento per l'elaborazione degli indirizzi interpretativi negazionisti a livello internazionale», e che, fra il 1980 e il 2002, pubblicò anche una propria rivista.
Il negazionismo americano a partire dagli anni '90 ha intrapreso una politica di penetrazione nelle attività studentesche delle università, riuscendo in qualche caso a ottenere la pubblicazione di testi negazionisti nei bollettini dei campus nordamericani «in base a un principio di libera espressione declinato indipendentemente da qualsiasi vaglio critico preventivo».
Una «nuova frontiera» per il negazionismo si aprì allorquando una parte dell'estremismo separatista afroamericano si avvicinò a posizioni negazioniste, aderendo a un esplicito antisemitismo. Scrive Vercelli che la Nation of Islam capeggiata da Louis Farrakhan «va tutt'oggi sostenendo la tesi della responsabilità diretta degli ebrei nel commercio degli schiavi dal XVI secolo in poi».
Nel 1988 il sedicente ingegnere Fred A. Leuchter redasse un rapporto in cui sosteneva l'inesistenza delle camere a gas in quanto strumento di sterminio, rapporto che fu utilizzato dalla difesa del negazionista canadese Ernst Zündel in un processo che quest'ultimo subì a Toronto. Efficacemente confutato, fra gli altri da Jean-Claude Pressac, il cosiddetto "rapporto Leuchter" non fu ammesso dalla corte d'appello e Zündel venne condannato.
Fra il 1999 e il 2000 si consumò anche la vicenda giudiziaria del negazionista britannico David Irving, che perse un processo per diffamazione da lui intentato a Londra contro la storica americana Deborah Lipstadt.
Vercelli osserva che, dopo gli attentati dell'11 settembre 2001 «e l'affermarsi di una componente che legge quei fatti alla luce della teoria del complotto, il negazionismo olocaustico ha trovato [...] anche nel campo del cattolicesimo tradizionalista qualche addentellato», con il coinvolgimento di monsignor Richard Williamson (uno dei vescovi del movimento scismatico di Marcel Lefebvre), che in un'intervista del 2008 ebbe ad argomentare circa l'inesistenza delle camere a gas.

### In Italia
Il quarto capitolo è intitolato Il negazionismo italiano. In esso Vercelli rileva come nel neofascismo italiano abbia prevalso a lungo un atteggiamento non tanto di negazione, quanto di indifferenza nei confronti della Shoah, in quanto gli eredi politici della R.S.I. facevano perlopiù mostra di ritenere che il fascismo italiano non avesse corresponsabilità nell'Olocausto.
«Giorgio Pisanò, colui che più e meglio di ogni altro si dedicò a un'opera di sistematica rivisitazione del periodo saloino, non lesinò mai giudizi benevoli sulla condotta della propria parte al riguardo, senza per questo negare l'evidenza dei fatti. Piuttosto quest'ultima, quando riguardava la deportazione razziale, era derubricata a dramma inserito in un più ampio contesto, quello dei massacri consumatisi nel corso del conflitto mondiale». Nel libro Mussolini e gli ebrei, del 1967, Pisanò sostenne comunque «la tesi della benevolenza [del regime fascista] verso il sionismo palestinese e l'introduzione delle leggi razziali del 1938 come reazione all'adesione dell'ebraismo italiano all'antifascismo. Con un automatismo che permase poi come tratto distintivo in tutta l'area neofascista [...] si rispondeva evocando i crimini degli "altri". Gulag, foibe, ma anche le condotte alleate in guerra divenivano il piano obliquo sul quale fare scorrere la discussione. Una strategia retorica, quest'ultima, che più che negare intendeva non riconoscere alcuna specificità storica alla Shoah».
Negli anni '60 il Gruppo di Ar, che faceva capo al leader neofascista Franco Freda, cominciò a pubblicare in Italia i primi testi propriamente negazionisti. 
Negli anni '80 Cesare Saletta avviò la sua attività di negazionista ricollegandosi al filone francese di Rassinier, Faurisson e della Vieille Taupe; gli si affiancò Andrea Chersi, di formazione situazionista, che tradusse alcuni testi di Faurisson. Dal gruppo della Vieille Taupe Saletta riprese sia la polemica contro l'antifascismo, sia il riduzionismo economicista di matrice bordighiana, sia l'antisionismo esasperato, pervenendo a un negazionismo il cui «esito finale era l'assunzione [...] dei costrutti provenienti dal microuniverso neonazista. [...] Suggello tangibile di questa traiettoria è stato l'esperienza della casa editrice Graphos di Genova, il cui catalogo è andato progressivamente raccogliendo opere di taglio negazionista frammiste a testi di altra origine, a partire dalla raccolta degli scritti di Bordiga».
Il passaggio anche in Italia dal «negazionismo inteso come atteggiamento di supporto e sostegno ideologico al vecchio milieu filonazista» al «negazionismo tecnico», e falsamente anideologico, è rappresentato dalla figura di Carlo Mattogno.
I primi testi di Mattogno vengono pubblicati a metà degli anni '80 dalla Sentinella d'Italia, «casa editrice il cui catalogo tradisce inequivocabilmente ascendenze neofasciste». Il suo libro Il mito dello sterminio ebraico, pubblicato nel 1985, contiene «una rassegna pressoché completa della produzione negazionista, della quale può vantare una conoscenza millimetrica» e offre una sintesi di tutte le argomentazioni negazioniste.
I passaggi concettuali attraverso cui Mattogno costruisce la sua argomentazione sono la «repentina e immediata confutazione delle testimonianze», da cui si passa direttamente alla inesistenza dello sterminio, «il rinvio ossessivo alla documentazione cartacea», peraltro interpretata sempre in senso negazionista, «la banalizzazione sistematica degli aspetti peggiori del regime di terrore nazista e fascista» conseguita richiamandosi pretestuosamente alla «neutralità ideologica della ricerca», la polemica ossessiva contro la storiografia, accompagnata dal rifiuto del metodo d'indagine storiografica.
Fra la seconda metà degli anni '80 e l'inizio dei '90 si ha in Italia un moltiplicarsi di opuscoli «che recuperano il tracciato negazionista di radice neonazista», il più delle volte pubblicati «dalle case editrici di area, dalla padovana Ar di Franco Freda, passando per la monfalconese Sentinella d'Italia e la parmense La Sfinge, fino ad arrivare alla genovese Graphos di Saletta, quest'ultima invece di osservanza bordighiana».
Il quotidiano "Rinascita", diretto da Ugo Gaudenzi, che si autodefiniva di "sinistra nazionale", ha costituito «l'ambito di raccordo tra i vecchi filoni del negazionismo e ciò che negli ultimi due decenni ha avuto modo di definirsi come rifiuto da destra della globalizzazione, intesa come manifestazione concreta del "mondialismo"».

### Nel mondo islamico
Il quinto capitolo è intitolato Il negazionismo nei paesi arabi e musulmani. Nei paesi arabi il negazionismo nasce nell'ambito della polemica ideologica contro lo Stato d'Israele e ha come obiettivo «la delegittimazione totale dei fondamenti morali delle pretese sioniste. [...] Il nesso tra "menzogna" dell'Olocausto e nascita d'Israele è quindi diretto e immediato, la prima alimentando e accreditando la falsa necessità del secondo». Altro obiettivo è quello di depotenziale la legittimazione d'Israele «nel consesso internazionale ma anche lo spostare su di sé la raffigurazione di autentiche vittime della storia». Inoltre «il riferimento alla dimensione coloniale e all'"egemonia imperialistica occidentale" rimane un elemento centrale nel discorso negazionista arabomusulmano. Le accuse rivolte contro la condotta delle potenze alleate durante la Seconda guerra mondiale, alle quali vengono imputati crimini pari o superiori a quelli commessi dai nazisti, si riannodano al forte risentimento nei confronti dei paesi occidentali». In questi paesi il discorso negazionista trova spesso supporto a livello istituzionale e ampia diffusione nei mezzi di comunicazione di massa.
Un esempio significativo di atteggiamenti negazionisti si trova nel libro di Abu Mazen L'altro lato: il rapporto oscuro tra nazismo e sionismo, pubblicato nel 1984. Nel 2003 l'autore, nel frattempo diventato Primo ministro dell'Autorità Nazionale Palestinese, ritrattò in parte le sue affermazioni.
L'opera di Muhammad Nimr Madani Gli ebrei sono stati bruciati nelle camere a gas? (Damasco 1996) riprende secondo Vercelli «i capisaldi delle argomentazioni» negazioniste. Sempre secondo Vercelli, i negazionisti arabi «vivono la polemica di riflesso poiché l'hanno recepita dagli autori occidentali». Spesso utilizzato dai negazionisti arabi è l'argomento banalizzante secondo cui «i comportamenti degli israeliani e degli americani siano assimilabili, senza soluzione di continuità, a quelli dei nazisti».
L'esponente più significativo del negazionismo arabo è, per Vercelli, Ahmed Rami, marocchino esule in Svezia che nel 1987 iniziò a trasmettere un programma radiofonico «sostenuto finanziariamente dai governi della Libia e dell'Iran» dai contenuti antisemiti. Fu in contatto con l'IHR dal 1991 e nel 1992 tentò senza successo di organizzare a Stoccolma un convegno internazionale negazionista, tentativo ripetuto a Beirut e poi ad Amman nei primi anni 2000 con l'appoggio del movimento islamista radicale Hezbollah.
Per Vercelli, l'adozione «da parte del presidente iraniano Mahmud Ahmadinejad dei temi negazionisti ha infine rappresentato una netta svolta. Per la prima volta non un esponente accademico e neanche un leader politico ma un capo di Stato ha proclamato come dottrina ufficiale di un paese il rifiuto dell'evidenza storica». Nel 2006 il governo iraniano organizzò a Teheran una "conferenza internazionale per revisionare la visione globale dell'Olocausto", che vide la partecipazione di molti esponenti negazionisti di primo piano fra cui Robert Faurisson e Ahmed Rami.

### Rapporti con il revisionismo storiografico
Il sesto capitolo è intitolato Negazionismo e revisionismo. Per Vercelli il revisionismo storiografico e il negazionismo si trovano talvolta a svolgere discorsi fra loro complementari: sia pure con modalità diverse, essi «si incontrano sulla necessità di cancellare gli elementi d'inquietudine nel passato europeo». In particolare «il revisionismo di fine secolo ha [...] recuperato la teoria del totalitarismo di metà del Novecento nelle sue forme più superficiali e banalizzanti».
Lo storico Ernst Nolte, capofila del revisionismo in Germania e protagonista, negli anni '80, di un'accesa polemica con altri studiosi circa l'interpretazione del nazismo (la cosiddetta Historikerstreit, ossia "controversia fra storici"), «non nega lo sterminio degli ebrei ma lo "ricontestualizza" all'interno di dinamiche europee di cui sarebbe stato il prodotto, a partire dal confronto dell'Europa continentale con la strategia espansionista praticata dall'Unione Sovietica». Vercelli imputa al revisionismo «un approccio dichiaratamente narrativo, piuttosto incauto rispetto ai riscontri, verso i quali rivela una sostanziale indifferenza di fondo», nonché «l'eliminazione di ogni filtro teorico nei confronti delle fonti documentarie attraverso il rispecchiamento diretto in esse, ovvero l'identificazione con la loro autorappresentazione»; si perviene così ad una «falsa avalutatività che arriva a rileggere il nazismo come una forma di modernizzazione». Sempre secondo Vercelli, l'effetto che deriva immediatamente da questo approccio è «uno stemperamento della gravità dei crimini nazisti, come della specificità del genocidio ebraico, nel più generale panorama dei massacri e delle tragedie collettive del Novecento. Passo dopo passo, peraltro, lo stesso Nolte è pervenuto a riconoscere implicitamente una corresponsabilità, quanto meno indiretta, degli ebrei rispetto alle loro disgrazie».
In Italia il revisionismo, «partito dalle originarie tesi di Renzo De Felice sulla formazione rivoluzionaria di Mussolini e sul regime fascista come soggetto di consenso popolare, si è poi adoperato nell'esercizio della ridefinizione di una memoria storica nazionale, che si voleva rinnovata poiché non più divisa, in altri termini "pacificata". All'antifascismo [...] era imputata la responsabilità di avere voluto mantenere artificialmente in vita la divisione tra fascisti e antifascisti, incentivando una lettura ingiustamente demonizzante degli anni di Mussolini e un'angelicazione della Resistenza».
Secondo Vercelli, «nel clima di autocompiacimento e di indulgenza verso i "vinti" che ha contraddistinto la stagione revisionistica, il fenomeno della banalizzazione del giudizio storico ha costituito un alveo nel quale le retoriche negazioniste hanno trovato maggiore possibilità di affermarsi. - [...] La fortuna dei volumi di Giampaolo Pansa, che ha riletto la lotta di Liberazione sotto il segno dei torti comminati ai vinti, ovvero ai fascisti, è il segno più forte di questa tendenza culturale».
Per Vercelli revisionismo e negazionismo si adoperano entrambi «per la decostruzione della storia, sia pure da posizioni diverse. Il negazionismo enfatizza l'approccio del primo: sulla base di false equivalenze nella formulazione del giudizio morale [...] si arriva infine alla rimozione dei fatti storici. [...] Gli eventi diventano intercambiabili e il loro resoconto è condiviso o rifiutato in base all'appartenenza ideologica del testimone. Così come la lettura delle fonti è decontestualizzata, per essere poi meglio indirizzata nel senso di assecondare il giudizio di valore precostituito».

### Conclusione
La sezione conclusiva è intitolata A titolo di parziale conclusione: il negazionismo tra cospirazionismo e web. Per Vercelli il negazionismo trova un ambiente favorevole su internet nelle chat, nei blog e nei social network, dove spesso «il principio stesso della prova è reso opzionale, e quindi asservito alla predominanza dei processi di persuasività e seduzione intellettuale». Il negazionismo alimenta così un «relativismo gnoseologico e cognitivo che si incontra con il cinismo e lo scetticismo, fattori che giocano un ruolo rilevante nel modo in cui una parte dei giovani e dei meno giovani si rapporta a sé e al mondo circostante».

### Edizioni

#### Formato cartaceo
- Claudio Vercelli, Il negazionismo. Storia di una menzogna, Roma-Bari, Laterza, 2013, ISBN 978-88-581-0519-1.

#### Formato digitale
- Claudio Vercelli, Il negazionismo. Storia di una menzogna, Roma-Bari, Laterza, 2016  [2013], ISBN 9788858124147.

### Critica
- Francesco Germinario, Claudio Vercelli, Il negazionismo. Storia di una menzogna [recensione], in Percorsi storici. Rivista di storia contemporanea, n. 2, Bologna, Associazione Percorsi Storici, 2014. URL consultato il 27 gennaio 2021 (archiviato dall'url originale il 18 luglio 2020).
- Vincenzo Pinto, Claudio Vercelli, Il negazionismo. Storia di una menzogna [recensione], in Free Ebrei. Rivista online di identità ebraica contemporanea, III, n. 2, Edizioni Free Ebrei, 2014. URL consultato il 27 gennaio 2021.